# Velika nagrada Dina Ferrarija 1979
Velika nagrada Dina Ferrarija 1979 je druga in zadnja prva neprvenstvena dirka Formule 1 v sezoni 1979. Odvijala se je 16. septembra 1979 na dirkališču Autodromo Enzo e Dino Ferrari.

## Dirka
| Poz | Št | Dirkač             | Moštvo             | Krogi | Čas/Odstop |
| --- | -- | ------------------ | ------------------ | ----- | ---------- |
| 1   | 5  | Niki Lauda         | Brabham-Alfa Romeo | 40    | 1:03:55.89 |
| 2   | 2  | Carlos Reutemann   | Lotus-Ford         | 40    | 1:04:02.98 |
| 3   | 11 | Jody Scheckter     | Ferrari            | 40    | 1:04:21.11 |
| 4   | 29 | Riccardo Patrese   | Arrows-Ford        | 40    | 1:04:34.65 |
| 5   | 4  | Jean-Pierre Jarier | Tyrrell-Ford       | 40    | 1:04:42.29 |
| 6   | 20 | Keke Rosberg       | Wolf-Ford          | 40    | 1:05:03.22 |
| 7   | 12 | Gilles Villeneuve  | Ferrari            | 40    | 1:05:09.27 |
| 8   | 8  | Patrick Tambay     | McLaren-Ford       | 39    | +1 krog    |
| 9   | 36 | Vittorio Brambilla | Alfa Romeo         | 39    | +1 krog    |
| 10  | 39 | Giacomo Agostini   | Williams-Ford      | 39    | +1 krog    |
| 11  | 24 | Arturo Merzario    | Kaushen-Ford       | 38    | +2 kroga   |
| Ods | 40 | Gimax              | Williams-Ford      | 32    | Sklopka    |
| Ods | 14 | Alex Ribeiro       | Fittipaldi-Ford    | 26    | Menjalnik  |
| Ods | 18 | Elio De Angelis    | Shadow - Ford      | 17    | Trčenje    |
| Ods | 35 | Bruno Giacomelli   | Alfa Romeo         | 4     | Motor      |
| DNS | 19 | Beppe Gabbiani     | Shadow-Ford        |       | Motor      |

- Najboljši štartni položaj: Gilles Villeneuve - 1:32.91
- Najhitrejši krog: Gilles Villeneuve - 1:33.61